# Pallavolo Impavida Ortona 2014-2015
Questa voce raccoglie le informazioni riguardanti la Pallavolo Impavida Ortona nelle competizioni ufficiali della stagione 2014-2015.

## Stagione
La stagione 2014-15 è per la Pallavolo Impavida Ortona, sponsorizzata dalla Sieco Service, la settima, la terza consecutiva, in Serie A2; rispetto all'annata precedente viene riconfermato l'allenatore, Nunzio Lanci, e buona parte della rosa come Michele Simoni, Matteo Guidoni, Andrea Lanci e Pietro di Meo: arrivano in squadra Alberto Cisolla, Antonio De Paola, Peter Michalovič, Daniele Moretti e Jackson Rivera, quest'ultimo a stagione in corso, mentre vengono ceduti Andrea Galliani, Lorenzo Gemmi, Emanuele Sborgia e Leano Cetrullo.
Il campionato si apre con tre vittorie consecutive: la prima sconfitta arriva alla quarta giornata ad opera del Volley Tricolore Reggio Emilia; in tutto il resto del girone di andata il club di Ortona vince tutte le gare, perdendo solamente alla nona giornata, in casa, contro l'Argos Volley, e chiudendo al secondo posto in classifica. I risultati positivi continuano anche nel girone di ritorno: la squadra abruzzese infatti vince tutte le gare, sconfitta in una sola partita, alla diciannovesima giornata, contro il Volley Potentino; il primo posto in classifica al termine della regular season consentono la partecipazione di play-off promozione: dopo aver superato nei quarti di finale, in due gare la formazione di Reggio Emilia, viene eliminata dalla corsa alla promozione dal Corigliano Volley, che si aggiudica le tre gare necessarie per passare all'atto finale.
La Pallavolo Impavida Ortona è qualificata di diritto alla Coppa Italia di Serie A2, in quanto squadra organizzatrice della Final Four, partendo direttamente dalle semifinali: tuttavia viene immediatamente eliminata a seguito della sconfitta per 3-1 inflittale dalla Callipo Sport.

## Organigramma societario
Area direttiva
- Presidente: Tommaso Lanci
- Vicepresidente: Angelo Matricardi
- Segreteria generale: Franco Lanci

Area organizzativa
- Team manager: Angelo Paris
- Direttore sportivo: Massimo D'Onofrio
- Commercialista: Paola Bertini
- Addetto agli arbitri: Gaetano Ciampoli

Area tecnica
- Allenatore: Nunzio Lanci
- Allenatore in seconda: Tommaso Flacco
- Scout man: Vincenzo Ottalagana
- Assistente allenatori: Massimo D'Onofrio
- Responsabile settore giovanile: Rocco Bruni, Tommaso Flacco

Area comunicazione
- Ufficio stampa: Francesca Marchese
- Area comunicazione: Massimo D'Onofrio

Area marketing
- Ufficio marketing: Barbara Bianco

Area sanitaria
- Medico: Rino Nicolai, Andrea Simoni
- Preparatore atletico: Mario Santone
- Fisioterapista: Antonella Di Sciullo

## Rosa
| N° | Nome               | Ruolo | Data di nascita  | Nazionalità sportiva |
| -- | ------------------ | ----- | ---------------- | -------------------- |
| 2  | Michele Simoni     | C     | 26 maggio 1990   | Italia               |
| 3  | Matteo Guidone     | C     | 28 luglio 1987   | Italia               |
| 5  | Mattia Matricardi  | P     | 31 gennaio 1989  | Italia               |
| 6  | Antonio De Paola   | S     | 7 gennaio 1988   | Italia               |
| 7  | Peter Michalovič   | S/O   | 26 maggio 1990   | Slovacchia           |
| 8  | Danilo Cortina     | L     | 8 giugno 1987    | Italia               |
| 9  | Alessandro Toscani | L     | 18 luglio 1998   | Italia               |
| 10 | Fabio Di Fulvio    | C     | 12 agosto 1996   | Italia               |
| 11 | Pietro Di Meo      | S     | 28 giugno 1982   | Italia               |
| 12 | Andrea Lanci       | P     | 12 agosto 1980   | Italia               |
| 15 | Jackson Rivera     | S     | 19 agosto 1987   | Porto Rico           |
| 15 | Alberto Cisolla    | S     | 10 ottobre 1977  | Italia               |
| 16 | Daniele Moretti    | C     | 25 novembre 1980 | Italia               |
| 17 | Domenico Maiorana  | S     | 9 ottobre 1990   | Italia               |
| 18 | Renato Orsini      | S/O   | 10 luglio 1985   | Italia               |

## Mercato
| Acquisti | Acquisti          | Acquisti          | Acquisti   |
| R.       | Nome              | da                | Modalità   |
| -------- | ----------------- | ----------------- | ---------- |
| S        | Alberto Cisolla   | Callipo           | definitivo |
| L        | Danilo Cortina    | inattivo          | definitivo |
| S        | Antonio De Paola  | Trentino          | definitivo |
| C        | Fabio Di Fulvio   | giovanili         | definitivo |
| S        | Domenico Maiorana | Pulsano           | definitivo |
| S/O      | Peter Michalovič  | Top Volley Latina | definitivo |
| C        | Daniele Moretti   | Tuscania          | definitivo |
| S        | Jackson Rivera    | Mets de Guaynabo  | definitivo |

| Cessioni | Cessioni         | Cessioni  | Cessioni   |
| R.       | Nome             | a         | Modalità   |
| -------- | ---------------- | --------- | ---------- |
| S        | Martin Bruno     | ?         | definitivo |
| S/O      | Leano Cetrullo   | Motta     | definitivo |
| S/O      | Andrea Galliani  | Milano    | definitivo |
| S        | Lorenzo Gemmi    | Potentino | definitivo |
| L        | Marco Pappadà    | ?         | definitivo |
| C        | Emanuele Sborgia | ?         | definitivo |
| L        | Giuseppe Zito    | ?         | definitivo |

## Risultati

### Serie A2

#### Girone di andata
| 1ª giornata - 19 ottobre 2014 Palasport Comunale, Ortona              | Impavida Ortona   | 3 - 1 | Callipo           | 15-25, 25-17, 25-16, 25-18        |
| 2ª giornata - 26 ottobre 2014 PalaParini, Cantù                       | Libertas Brianza  | 2 - 3 | Impavida Ortona   | 25-20, 30-32, 25-23, 13-25, 12-15 |
| 3ª giornata - 2 novembre 2014 Palasport Comunale, Ortona              | Impavida Ortona   | 3 - 2 | Matera Bulls      | 25-23, 25-22, 23-25, 21-25, 15-11 |
| 4ª giornata - 8 novembre 2014 PalaBigi, Reggio nell'Emilia            | Tricolore         | 3 - 2 | Impavida Ortona   | 25-21, 24-26, 26-24, 21-25, 16-14 |
| 5ª giornata - 16 novembre 2014 Palasport Comunale, Ortona             | Impavida Ortona   | 3 - 0 | Corigliano Volley | 25-16, 25-22, 25-20               |
| 6ª giornata - 23 novembre 2014 PalaSanFilippo, Brescia                | Atlantide Brescia | 2 - 3 | Impavida Ortona   | 25-19, 13-25, 25-17, 21-25, 9-15  |
| 7ª giornata - 30 novembre 2014 Palasport Comunale, Ortona             | Impavida Ortona   | 3 - 0 | Alessano          | 25-19, 25-12, 25-20               |
| 8ª giornata - 7 dicembre 2014 PalaPrincipi, Potenza Picena            | Potentino         | 0 - 3 | Impavida Ortona   | 27-29, 29-31, 20-25               |
| 9ª giornata - 14 dicembre 2014 Palasport Comunale, Ortona             | Impavida Ortona   | 1 - 3 | Argos             | 21-25, 25-20, 19-25, 17-25        |
| 10ª giornata - 21 dicembre 2014 Palazzetto dello Sport, Montefiascone | Tuscania          | 0 - 3 | Impavida Ortona   | 19-25, 20-25, 10-25               |
| 11ª giornata - 26 dicembre 2014 Palasport Comunale, Ortona            | Impavida Ortona   | 3 - 2 | Materdomini       | 25-19, 19-25, 12-25, 29-27, 15-7  |

#### Girone di ritorno
| 12ª giornata - 3 gennaio 2015 PalaValentia, Vibo Valentia          | Callipo           | 2 - 3 | Impavida Ortona   | 20-25, 25-23, 23-25, 27-25, 10-15 |
| 13ª giornata - 11 gennaio 2015 Palasport Comunale, Ortona          | Impavida Ortona   | 3 - 0 | Libertas Brianza  | 27-25, 25-17, 25-15               |
| 14ª giornata - 18 gennaio 2015 PalaSassi, Matera                   | Matera Bulls      | 1 - 3 | Impavida Ortona   | 25-22, 25-27, 23-25, 16-25        |
| 15ª giornata - 25 gennaio 2015 Palasport Comunale, Ortona          | Impavida Ortona   | 3 - 1 | Tricolore         | 25-17, 25-18, 20-25, 25-22        |
| 16ª giornata - 1º febbraio 2015 PalaCorigliano, Corigliano Calabro | Corigliano Volley | 1 - 3 | Impavida Ortona   | 25-18, 29-31, 25-27, 19-25        |
| 17ª giornata - 15 febbraio 2015 Palasport Comunale, Ortona         | Impavida Ortona   | 3 - 0 | Atlantide Brescia | 25-20, 25-23, 25-22               |
| 18ª giornata - 22 febbraio 2015 Palazzetto dello Sport, Tricase    | Alessano          | 1 - 3 | Impavida Ortona   | 23-25, 25-21, 19-25, 18-25        |
| 19ª giornata - 1º marzo 2015 Palasport Comunale, Ortona            | Impavida Ortona   | 2 - 3 | Potentino         | 21-25, 23-25, 25-15, 25-18, 12-15 |
| 20ª giornata - 8 marzo 2015 PalaPolsinelli, Sora                   | Argos             | 2 - 3 | Impavida Ortona   | 25-18, 19-25, 21-25, 25-20, 13-15 |
| 21ª giornata - 15 marzo 2015 Palasport Comunale, Ortona            | Impavida Ortona   | 3 - 1 | Tuscania          | 25-18, 25-22, 21-25, 25-20        |
| 22ª giornata - 22 marzo 2015 PalaGrotte, Castellana Grotte         | Materdomini       | 2 - 3 | Impavida Ortona   | 19-25, 25-18, 25-27, 25-18, 10-15 |

#### Play-off promozione
| Quarti di finale (gara 1) - 29 marzo 2015 Palasport Comunale, Ortona    | Impavida Ortona   | 3 - 1 | Tricolore         | 28-26, 25-21, 21-25, 25-17        |
| Quarti di finale (gara 2) - 5 aprile 2015 PalaBigi, Reggio nell'Emilia  | Tricolore         | 2 - 3 | Impavida Ortona   | 25-20, 19-25, 25-16, 21-25, 13-15 |
| Semifinali (gara 1) - 12 aprile 2015 Palasport Comunale, Ortona         | Impavida Ortona   | 0 - 3 | Corigliano Volley | 23-25, 21-25, 14-25               |
| Semifinali (gara 2) - 15 aprile 2015 PalaCorigliano, Corigliano Calabro | Corigliano Volley | 3 - 1 | Impavida Ortona   | 18-25, 25-20, 25-15, 25-15        |
| Semifinali (gara 3) - 19 aprile 2015 Palasport Comunale, Ortona         | Impavida Ortona   | 0 - 3 | Corigliano Volley | 23-25, 21-25, 14-25               |

### Coppa Italia di Serie A2

#### Fase a eliminazione diretta
| Semifinali - 7 febbraio 2015 PalaTricalle, Chieti | Impavida Ortona | 1 - 3 | Callipo | 18-25, 25-18, 20-25, 22-25 |

## Statistiche

### Statistiche di squadra
| Competizione             | Punti | In casa | In casa | In casa | In trasferta | In trasferta | In trasferta | Totale | Totale | Totale |
| Competizione             | Punti | G       | V       | P       | G            | V            | P            | G      | V      | P      |
| ------------------------ | ----- | ------- | ------- | ------- | ------------ | ------------ | ------------ | ------ | ------ | ------ |
| Serie A2                 | 52    | 14      | 10      | 4       | 13           | 11           | 2            | 27     | 21     | 6      |
| Coppa Italia di Serie A2 |       | -       | -       | -       | -            | -            | -            | 1      | 0      | 1      |
| Totale                   | -     | 14      | 10      | 4       | 13           | 11           | 2            | 28     | 21     | 7      |

G = partite giocate; V = partite vinte; P = partite perse

### Statistiche dei giocatori
| Giocatore     | Serie A2 | Serie A2 | Serie A2 | Serie A2 | Serie A2 | Coppa Italia di Serie A2 | Coppa Italia di Serie A2 | Coppa Italia di Serie A2 | Coppa Italia di Serie A2 | Coppa Italia di Serie A2 | Totale | Totale | Totale | Totale | Totale |
| Giocatore     | P        | PT       | AV       | MV       | BV       | P                        | PT                       | AV                       | MV                       | BV                       | P      | PT     | AV     | MV     | BV     |
| ------------- | -------- | -------- | -------- | -------- | -------- | ------------------------ | ------------------------ | ------------------------ | ------------------------ | ------------------------ | ------ | ------ | ------ | ------ | ------ |
| A. Cisolla    | 21       | 294      | 239      | 34       | 21       | 1                        | 14                       | 12                       | 2                        | 0                        | 22     | 308    | 251    | 34     | 43     |
| D. Cortina    | 27       | 1        | 1        | -        | -        | 1                        | -                        | -                        | -                        | -                        | 28     | 1      | 1      | -      | -      |
| A. De Paola   | 19       | 232      | 189      | 29       | 14       | 1                        | 12                       | 12                       | 0                        | 0                        | 20     | 244    | 201    | 29     | 14     |
| F. Di Fulvio  | -        | -        | -        | -        | -        | -                        | -                        | -                        | -                        | -                        | -      | -      | -      | -      | -      |
| P. Di Meo     | 22       | 123      | 104      | 11       | 8        | 1                        | 0                        | 0                        | 0                        | 0                        | 23     | 123    | 104    | 11     | 8      |
| M. Guidone    | 17       | 81       | 49       | 31       | 1        | 0                        | 0                        | 0                        | 0                        | 0                        | 17     | 81     | 49     | 31     | 1      |
| A. Lanci      | 26       | 28       | 15       | 4        | 9        | 1                        | 1                        | 0                        | 0                        | 1                        | 27     | 29     | 15     | 4      | 10     |
| D. Maiorana   | 24       | 19       | 15       | 2        | 2        | 1                        | 0                        | 0                        | 0                        | 0                        | 25     | 19     | 15     | 2      | 2      |
| M. Matricardi | 8        | 7        | 5        | 0        | 2        | 0                        | 0                        | 0                        | 0                        | 0                        | 8      | 7      | 5      | 0      | 2      |
| P. Michalovič | 25       | 572      | 514      | 38       | 20       | 1                        | 22                       | 20                       | 2                        | 0                        | 26     | 594    | 534    | 40     | 20     |
| D. Moretti    | 22       | 103      | 55       | 37       | 11       | 1                        | 8                        | 4                        | 3                        | 1                        | 23     | 111    | 59     | 40     | 12     |
| R. Orsini     | 13       | 5        | 2        | 2        | 1        | 0                        | 0                        | 0                        | 0                        | 0                        | 13     | 5      | 2      | 2      | 1      |
| J. Rivera     | 6        | 43       | 35       | 6        | 2        | -                        | -                        | -                        | -                        | -                        | 6      | 43     | 35     | 6      | 2      |
| M. Simoni     | 27       | 222      | 126      | 71       | 25       | 1                        | 9                        | 7                        | 2                        | 0                        | 28     | 231    | 133    | 73     | 25     |
| A. Toscani    | 6        | -        | -        | -        | -        | 0                        | -                        | -                        | -                        | -                        | 6      | -      | -      | -      | -      |

P = presenze; PT = punti totali; AV = attacchi vincenti; MV = muri vincenti; BV = battute vincenti